# Baade (månkrater)
Baade är en nedslagskrater på månens Mare Orientale. Baade har fått sitt namn efter den tysk-amerikanske astronomen Walter Baade.